# گمینا شاموچین
گمینا شاموچین (به لهستانی:  Gmina Szamocin) یک گمینا در لهستان است که در شهرستان خوجژ واقع شده‌است. گمینا شاموچین ۱۲۵٫۴۶ کیلومتر مربع مساحت و ۷٬۲۹۲ نفر جمعیت دارد.